# Котяча м'ята справжня
Котяча м'ята справжня (Nepeta cataria) — вид трав'янистих рослин родини глухокропивові (Lamiaceae), поширений у Європі й Азії; широко натуралізована й культивована.

## Опис
Багаторічна, трав'яниста, гілляста, коротко сірувато густо запушена рослина 35–100(150) см заввишки. Листки 2.5–7 × 2.1–4.7 см, трикутно яйцеподібні, велико-городчасто-зубчасті, зверху жовтувато-зелені, знизу білувато запушені, особливо на жилках, основа від серцеподібної до усіченої, вершина від тупої до гострої; ніжки листків 0.7–3 см. Суцвіття густі, циліндричні. Чашечка 4.5–6 мм довжиною, біло густо запушена. Віночок білуватий з пурпуровими плямами, 5.5–9 мм довжиною. Горішки від яйцюватих до еліптичних з 3 кутами, 1.3–1.7 × 1–1.3 мм, злегка блискучі, фіолетово-коричневі. 2n=32, 34, 36.

## Поширення
Вид поширений у Європі (крім півночі), через західну й центральну Азію до Кореї; натуралізований у північній Європі, США, Канаді, Новій Зеландії, Далекому Сході Росії, Аргентині.
В Україні вид зростає в чагарниках, на лісових галявинах, схилах, засмічених місцях, уздовж доріг — на всій території; медоносна, ефіроолійна.

## Використання
У давнину рослину використовували з медичною метою і як ароматизатор. Чай також використовувався в сучасний час як заспокійливий засіб. Статевозрілих кішок приваблює основна пахуча речовина котячої м'яти (непеталактон). Крім того, речовина має репелентну дію на комарів.

## Галерея

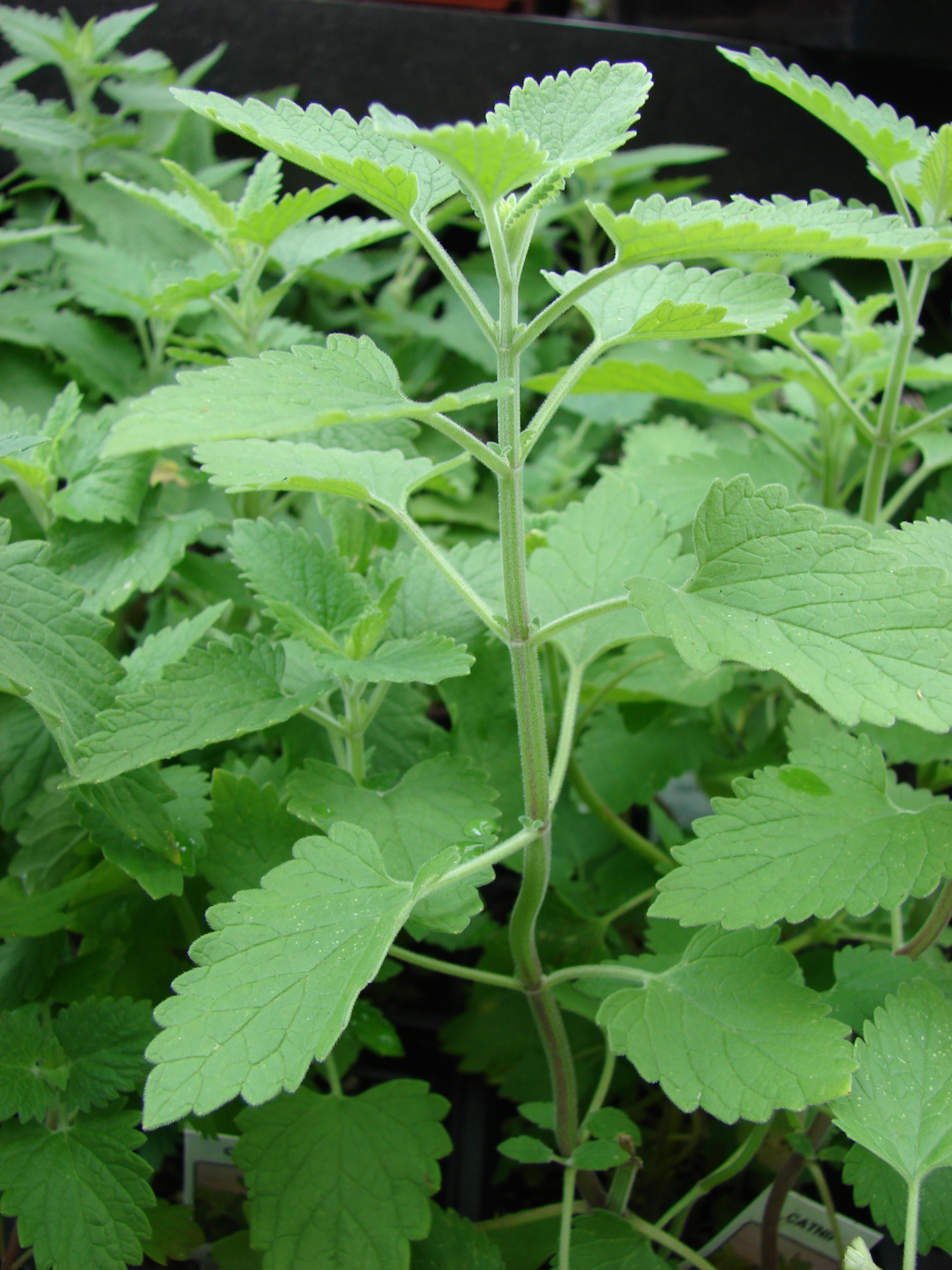
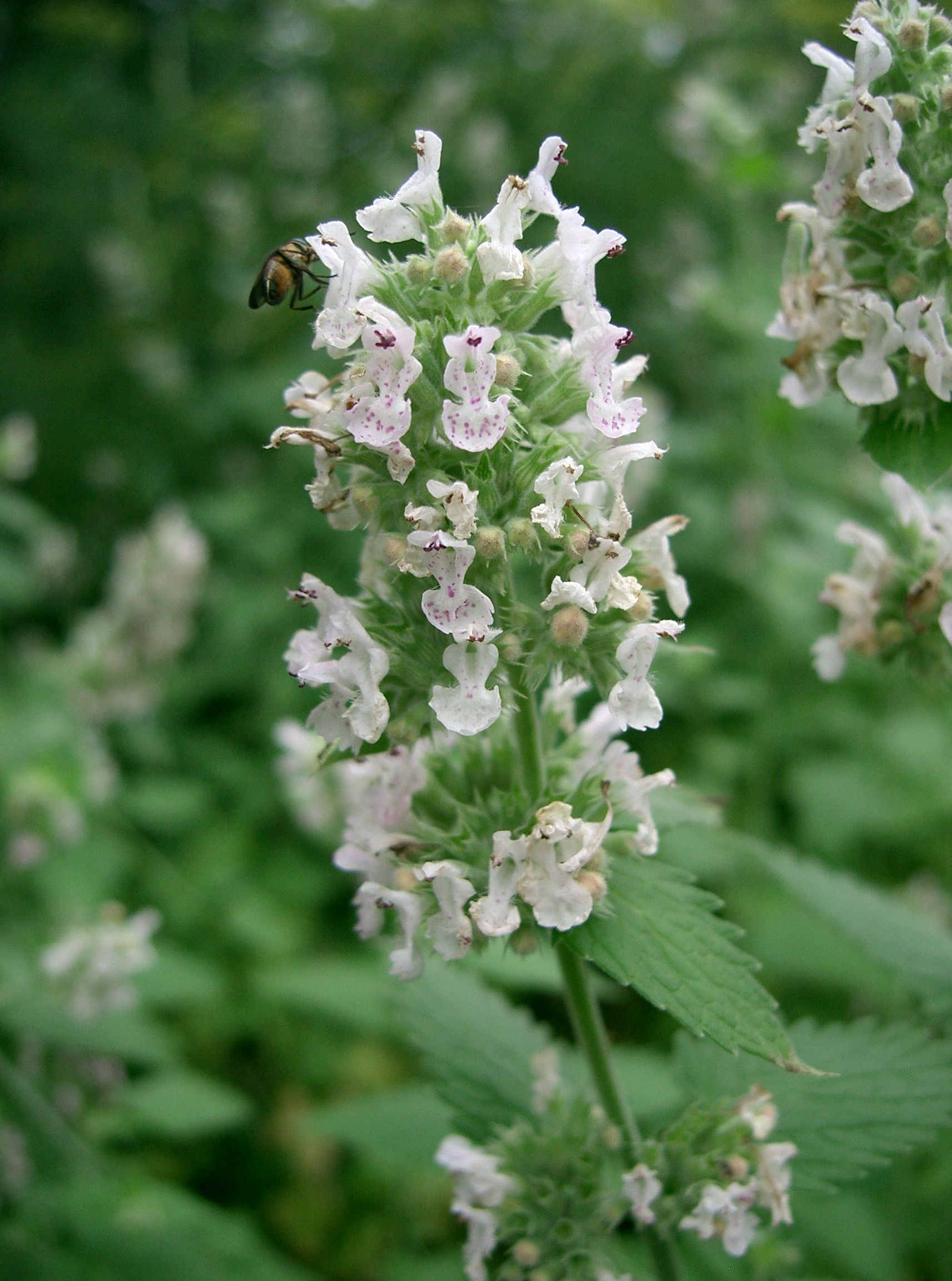
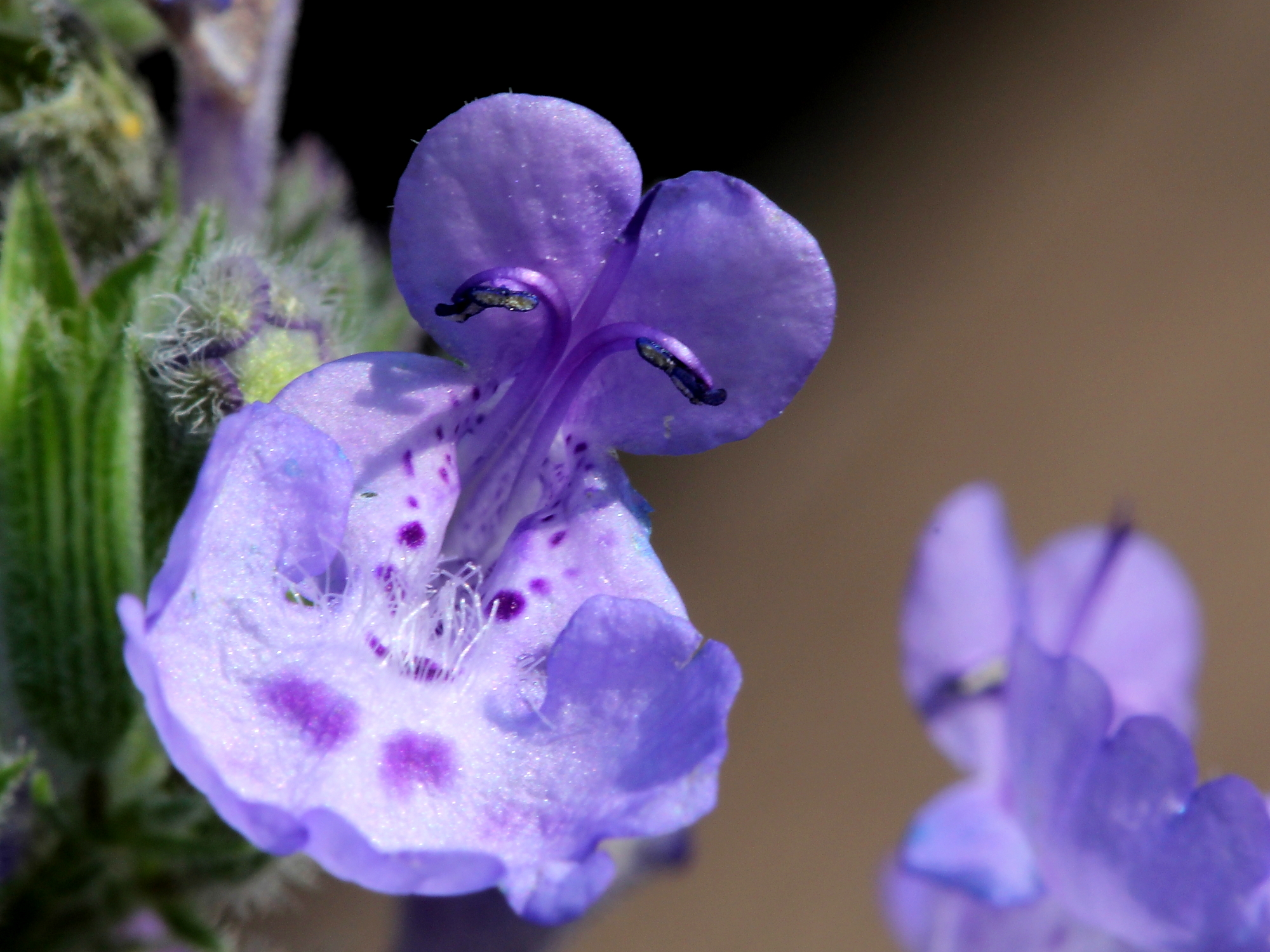
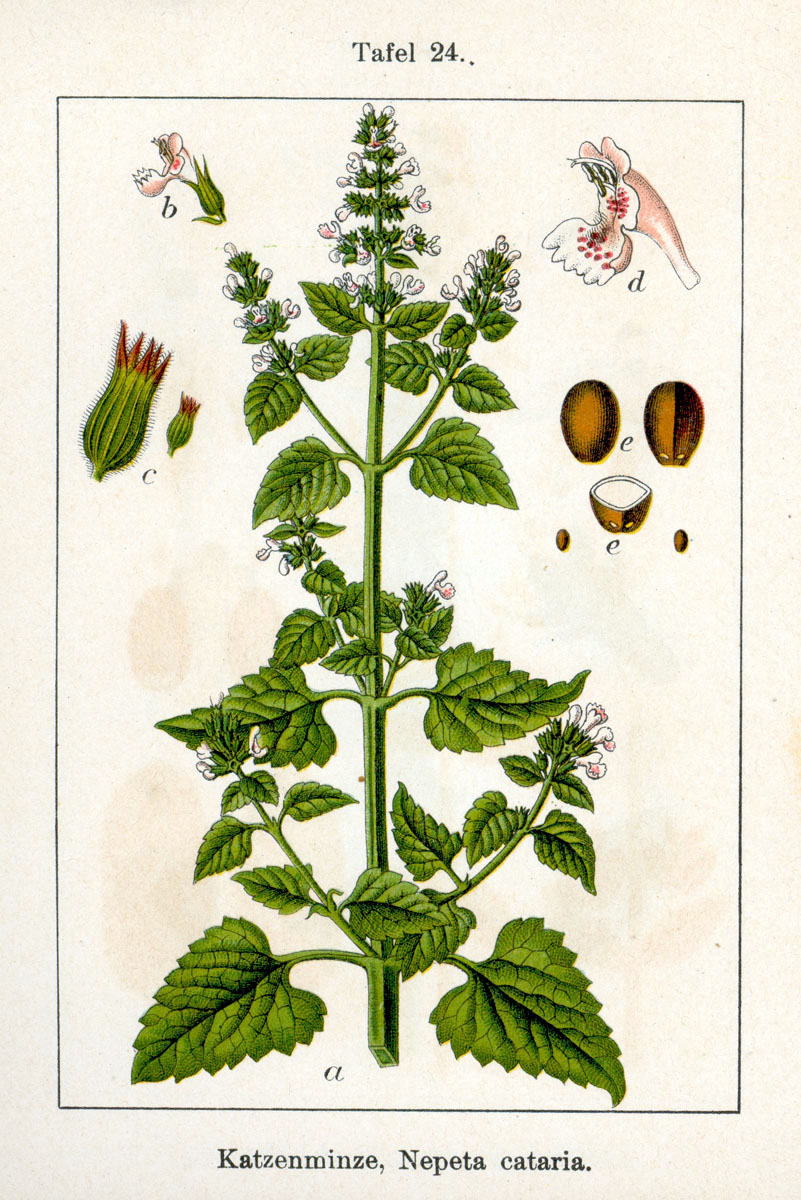